# Ardecha
L'Ardecha o Ardeixa (07) (en francès Ardèche i en occità Ardecha) és un departament francès situat a la regió d'Alvèrnia - Roine-Alps i que correspon majoritàriament a la regió occitana del Vivarès. La seva capital és Privas.

## Geografia
Limita al nord amb Loira, al nord-est amb Isèra, a l'est amb Droma, al sud-est amb Valclusa, al sud amb Gard, i a l'oest amb Losera i Alt Loira

## Història
El departament de l'Ardecha és un dels vuitanta-tres departaments originals creats el 4 de març de 1790, en aplicació de la llei del 22 de desembre de 1789, durant la Revolució Francesa.
De 1960 a 2015 l'Ardecha fou un departament de la regió de Roine-Alps.

## Administració
Un prefecte nomenat pel govern francès és l'alta representació estatal i un consell de 34 membres escollits per sufragi universal nomena un president, que deté el poder executiu.
El departament és dividit en 3 districtes, 17 cantons, 17 estructures intercomunals i 339 comunes.

## Cultura i patrimoni

### Llengua local
El departament és lingüísticament occità:
- alvernès a l'oest (Monts d'Ardèche)
- llenguadocià al sud (baix vivarès)
- vivaroalpí a l'Alt Vivarès i Boutières.

Dissortadament, en l'actualitat l'ús de l'occità es redueix a la franja de persones de més edat, encara que hi ha esforços per capgirar la situació de mà de l'Institut d'Estudis Occitans i Parlarem en Vivarés.
La varietat local de francès comprèn nombrosos mots occitans :
- chamba, darbou entre els camperols (terrassa, talp)
- un estudiant de secundària us dirà que la seva boge pesa molt (la seva cartera, mot dérivat del gal * bulga, sac de cuir).

L'occità, endemés, és usat en el cant patriòtic local, l'Ardecho.
Nou municipis de l'extrem nord del departament formen part de l'espai francoprovençal.